# 二碱式亚磷酸铅
二碱式亚磷酸铅（Dibasic lead phosphite），别名二盐基亚磷酸铅，化学式2PbO·PbHPO3·½H2O。

## 性质
二碱式亚磷酸铅为白色至微褐色粉末。溶于盐酸、硝酸，不溶于水和有机溶剂。为有毒化学物质。

## 制备
通过亚磷酸和氧化铅（或氢氧化铅）反应，生成二碱式亚磷酸铅悬浮液，然后脱水、过滤、干燥可制得。
{\displaystyle {\rm {\ 3PbO+H_{3}PO_{3}\ {\xrightarrow {HAc}}\ 2PbO\cdot PbHPO_{3}\cdot {\tfrac {1}{2}}H_{2}O+{\tfrac {1}{2}}H_{2}O}}}
与三碱式硫酸铅并用有润滑作用和协同作用。